# Stenotarsus nigricornis
Stenotarsus nigricornis is een keversoort uit de familie zwamkevers (Endomychidae). De wetenschappelijke naam van de soort werd in 1857 gepubliceerd door Félix Édouard Guérin-Méneville-Ménèville.